# باربارا پومپیلی
باربارا پومپیلی (به فرانسوی: Barbara Pompili)، (متولد ۱۹۷۵) یک سیاستمدار فرانسوی است. او به عنوان عضو در مجمع ملی فرانسه به عنوان نمایندهٔ دپارتمان سم به کار مشغول‌است. او یکی از نخستین حامیان امانوئل مکرون در انتخابات ریاست‌جمهوری ۲۰۱۷ بود و به این ترتیب به عنوان نامزد ان مارش! بر روی پیروزی او سرمایه‌گذاری کرد.باربارا پومپیلی در دومین حوزه انتخابی سم؛ که او از سال ۲۰۱۲ آن را نمایندگی کرده، از سوی ان مارش! نامزد و انتخاب شد.